# Tobera del motor cohete

Una tobera de Laval, que muestra la velocidad de flujo aproximada creciente de verde a rojo en la dirección de flujo

Una tobera de motor de cohete es una tobera de propulsión que se utiliza en un motor cohete para expandir y acelerar los gases producidos por la combustión de los propergoles a velocidades hipersónicas. Estas boquillas generalmente siguen la forma de una boquilla de Laval.

## Historia
La tobera de Laval fue desarrollada originalmente en el siglo XIX por Gustav de Laval para su uso en turbinas de vapor. Se utilizó por primera vez en un motor cohete en los desarrollos iniciales de Robert Goddard, uno de los pioneros de la cohetería moderna. Posteriormente, casi todos los motores de cohete han usado esta idea, entre ellos las aplicación de Walter Thiel que hizo posible el cohete alemán V-2, desarrollado en los años 1940.

## Empleo en la atmósfera
El tamaño óptimo de una tobera del motor cohete para ser utilizado dentro de la atmósfera es tal que la presión de salida es igual a la presión ambiente, que disminuye con la altitud. Para los cohetes que viajan desde la Tierra hasta la órbita, un diseño de boquilla simple es óptima sólo en una altitud, perdiendo la eficiencia del combustible en otras altitudes.
Si la presión del chorro que abandona la tobera es superior a la presión ambiente y después de una boquilla se dice que es "infraexpandido", si el chorro está por debajo de la presión ambiente, entonces es "sobreexpandido".
Una poca expansión excesiva provoca una ligera reducción en la eficiencia, pero por lo demás hace poco daño. Sin embargo, si la presión del chorro es de aproximadamente 40 por ciento la 'separación del flujo' ambiente y después se produce. Esto puede causar inestabilidades reacción que pueden causar daño a la boquilla o simplemente causar dificultades de control del vehículo o el motor.
En algunos casos es deseable por razones de fiabilidad y seguridad para encender un motor de cohete sobre el terreno que se utilizará todo el camino a la órbita. Para una óptima despegue rendimiento, la boquilla debe ser ambiental a nivel del mar, sin embargo, si un motor de cohete está diseñado principalmente para su uso a gran altura y sólo está proporcionando un empuje adicional a otra "primera etapa" del motor durante el despegue en un multi-etapa de diseño, entonces los diseñadores suelen optar por una sobreexpandido (a nivel del mar) de diseño. Esta fue la técnica empleada en los motores principales del transbordador espacial, que pasó la mayor parte de su trayectoria a motor en vacío casi mientras el transbordador dos cohetes de combustible sólido proporcionan la mayor parte del empuje de despegue.

## Empleo en el vacío
Es imposible que la presión de las toberas que se utilizan en vacío o a gran altura coincida con la presión ambiente, sin embargo boquillas más grandes, con una relación de área mayor son generalmente más eficientes. Sin embargo, una boquilla muy larga tiene una masa significativa, una desventaja en sí misma. Normalmente se tiene que encontrar una longitud que optimiza el rendimiento global del vehículo. Además, como la temperatura del gas en la boquilla disminuye algunos componentes de los gases de escape (como vapor de agua del proceso de combustión) se puede condensar, o incluso congelar. Esto es altamente indeseable y debe evitarse.
Toberas magnéticas se han propuesto para algunos tipos de propulsión (por ejemplo VASIMR), en la que el flujo de plasma o iones son dirigidas por campos magnéticos en lugar de paredes hechas de materiales sólidos. Estos pueden ser una ventaja ya que un campo magnético en sí no puede derretirse y las temperaturas de plasma puede alcanzar millones de kelvin. Sin embargo, hay problemas de diseño a menudo térmicos presentados por las propias bobinas, en particular si las bobinas superconductoras se utilizan para formar la garganta y los campos de expansión.

## Análisis unidimensional del flujo de gas

Diagrama de una tobera de Laval, que muestra la velocidad de flujo (v), aumentando en la dirección del flujo, con disminuciones en la temperatura (t) y la presión (p). El número de Mach (M) aumenta desde subsónico, a sónica en la garganta, a supersónica.

El análisis de flujo de gas a través de toberas de Laval implica una serie de conceptos y supuestos:
- Por sencillez, se supone que el gas de combustión es ideal.
- El flujo de gas es isoentrópico (es decir, a entropía constante), sin fricción, y adiabático (es decir, sin transferencia de calor con el entorno).
- El flujo de gas es constante (es decir, estacionario) en la etapa de combustión del propelente.
- El flujo de gas no es turbulento y posee simetría axial respecto de la recta trazada desde la entrada a la salida del escape (es decir, el eje de simetría de la tobera).
- El comportamiento de flujo es compresible puesto que se trata de un gas.

Cuando el gas resultante de la combustión entra en la tobera del cohete se desplaza a velocidades subsónicas. A medida que la tobera se estrecha el gas es forzado a acelerar hasta que alcanza la garganta de la tobera, donde la sección transversal es mínima y la velocidad lineal iguala la del sonido. A partir de ahí la sección transversal aumenta, el gas se expande y la velocidad lineal, supersónica, se hace progresivamente mayor. La velocidad lineal de los gases de escape que salen se puede calcular utilizando la siguiente ecuación:
{\displaystyle v_{e}={\sqrt {\;{\frac {T\;R}{M}}\cdot {\frac {2\;\gamma }{\gamma -1}}\cdot {\bigg [}1-(p_{e}/p)^{(\gamma -1)/\gamma }{\bigg ]}}}}
| donde:                  |                                                                      |
| {\displaystyle v_{e}}   | = Velocidad de escape a la salida de la tobera, m/s                  |
| {\displaystyle T}       | = Temperatura absoluta del gas de entrada, K                         |
| {\displaystyle R}       | = Constante universal de los gases ideales = 8314,5 J/(kmol·K)       |
| {\displaystyle M}       | = Masa molecular del gas, kg/kmol                                    |
| {\displaystyle \gamma } | = {\displaystyle c_{p}/c_{v}} = Coeficiente de dilatación adiabática |
| {\displaystyle c_{p}}   | = Calor específico del gas a presión constante                       |
| {\displaystyle c_{v}}   | = Calor específico del gas a volumen constante                       |
| {\displaystyle p_{e}}   | = Presión absoluta del gas de escape en la salida de la boquilla, Pa |
| {\displaystyle p}       | = Presión absoluta del gas de entrada, Pa                            |

Algunos valores típicos de velocidades de los gases de escape Ve para motores de cohetes quemando diversos propelentes son:
- 1,7 a 2,9 km/s (3800 a 6500 km/h) para líquidos monopropergol
- 2,9 a 4,5 km/s (6500 a 10 100 km/h) para líquidos bipropergoles
- 2,1 a 3,2 km/s (4700 a 7200 km/h) para los propregoles sólidos

Como nota de interés, Ve se denomina a veces como velocidad de escape de gases ideales, ya que es determinada suponiendo comportamiento ideal en el gas de escape.
Como un ejemplo de cálculo utilizando la ecuación anterior, supondremos que los datos de los gases de combustión son: presión absoluta de entrada en la boquilla de p = 7,0 MPa; salida del escape del cohete a una presión absoluta de pe = 0,1 MPa; temperatura absoluta de T = 3500 K, con un factor de expansión isentrópica de γ = 1,22 y una masa molar de M = 22 kg/kmol. Utilizando estos valores en la ecuación anterior se obtiene una velocidad de salida de ve = 2802 m/s o 2,80 km/s que es consistente con los valores anteriores típicos.
La literatura técnica puede ser confusa, porque muchos autores no aclaran si usan la constante de la ley de los gases R, que se aplica a cualquier gas ideal, o si emplean la constante Rs que se refiere a un gas concreto: Rs = R/M.

## Impulso específico
El empuje es la fuerza que mueve un cohete a través del aire, y por el espacio. El empuje es generado por la propulsión del cohete sistema a través de la aplicación de la tercera ley del movimiento de Newton: "Por cada acción hay una reacción igual y opuesta". Un gas o fluido de trabajo es acelerado por la parte trasera de la tobera del motor cohético y el cohete se acelera en la dirección opuesta. El empuje de una tobera de motor de cohete se puede definir como:
| {\displaystyle F} | {\displaystyle =\,{\dot {m}}\,v_{e}+(p_{e}-p_{o})\,A_{e}}                                                     |
|                   | {\displaystyle =\,{\dot {m}}\,{\bigg [}v_{e}+{\bigg (}{\frac {p_{e}-p_{o}}{\dot {m}}}{\bigg )}A_{e}{\bigg ]}} |
y para boquillas perfectamente expandido, esto se reduce a:
| {\displaystyle F} | {\displaystyle =\,{\dot {m}}\,v_{eq}} |
El impulso específico, es la relación de la cantidad de empuje producido para el flujo en peso de los propulsores. Es una medida de la eficiencia del combustible de un motor de cohete. Se puede obtener a partir de:
{\displaystyle I_{sp}=\,{\frac {F}{{\dot {m}}\,g_{o}}}\,=\,{\frac {{\dot {m}}\,v_{eq}}{{\dot {m}}\,g_{o}}}\,=\,{\frac {v_{eq}}{g_{o}}}} {| cellpadding="2" border="0" |- | align="right" |donde: |  |- ! align="right" |{\displaystyle F}   | align="left" |=  Empuje bruto del motor cohete, en N |- ! align="right" |{\displaystyle {\dot {m}}} | align="left" |=  Tasa de flujo de masa de gas de escape, en kg/s |- ! align="right" |{\displaystyle v_{e}} | align="left" |=   Velocidad del gas de escape en la salida de la tobera, en m/s |- ! align="right" |{\displaystyle p_{e}} | align="left" |=   Presión del gas de escape en la salida de la boquilla, Pa |- ! align="right" |{\displaystyle p_{o}} | align="left" |=   Presión externa ambiente, Pa    (también conocida como la presión de flujo libre) |- ! align="right" |{\displaystyle A_{e}} | align="left" |=   Área de sección transversal de salida de la tobera de escape, m² |- ! align="right" |{\displaystyle v_{eq}} | align="left" |=   Equivalente (o efectiva) de escape velocidad del gas en salida de la tobera, m/s |- ! align="right" |{\displaystyle I_{sp}} | align="left" |=   Impulso específico, s |- ! align="right" |{\displaystyle g_{o}} | align="left" |=   Aceleración de la gravedad al nivel del mar en la Tierra = 9.807 m/s² |}
En ciertos casos, cuando {\displaystyle p_{e}} es igual a {\displaystyle p_{o}}, tenemos:
{\displaystyle I_{sp}=\,{\frac {F}{{\dot {m}}\,g_{o}}}\,=\,{\frac {{\dot {m}}\,v_{e}}{{\dot {m}}\,g_{o}}}\,=\,{\frac {v_{e}}{g_{o}}}}
En los casos en que esto puede no se pueda aplicar, ya que para una tobera del cohete {\displaystyle p_{e}} es proporcional a {\displaystyle {\dot {m}}}, entonces es posible definir una cantidad constante que es {\displaystyle I_{sp}(vac)} en el vacío de un motor en concreto por lo tanto:
{\displaystyle I_{sp}(vac)=\,{\frac {v_{e}}{g_{o}}}+{\frac {p_{e}\,A_{e}}{{\dot {m}}\,g_{o}}}}
y por lo tanto:
{\displaystyle F=I_{sp}(vac)\,g_{o}\,{\dot {m}}-A_{e}p_{o}}
que es simplemente el empuje de vacío menos la fuerza de la presión ambiente atmosférica que actúa sobre el plano de salida.
Esencialmente, en las toberas de los cohetes, la presión ambiente actúa sobre el motor creando una fuerza que empuja hacia a tras y se opone al chorro de escape que genera empuje hacia adelante.

## Contrapresión y expansión óptima
A medida que el gas se desplaza hacia abajo la parte de expansión de la tobera de la presión y la temperatura disminuye y la velocidad del gas aumenta.
La naturaleza del chorro supersónico de escape significa que la presión de los gases de escape puede ser significativamente diferente desde la temperatura ambiente a la presión del aire exterior es incapaz de igualar la presión aguas arriba debido a la velocidad del chorro muy alta. Por lo tanto, para las boquillas supersónicas, en realidad es posible que la presión del gas que sale de la boquilla para ir muy por debajo o muy gran medida por encima de la presión ambiente.
| Efecto de la presión exterior sobre el rendimiento de la tobera |                                                                                            | | |
| |                                                                                            | | |
| Tobera subexpandida. El gas del chorro al final de la tobera tiene una presión mayor a la del ambiente por lo que la expansión continua fuera. La sobrepresión existente contribuye al empuje. | Tobera crítica. La presión al final de la expansión en la tobera coincide con la ambiente. | Tobera sobreexpandida. La presión del chorro de gas baja de la presión ambiente antes de acabar el recorrido por la tobera. El rendimiento también cae. Sin embargo, las toberas ligeramente sobreexpandido producen más empuje que las toberas se críticamente expandida si no se produce la separación de la capa límite. | En las toberas con una gran sobreexpandido pierden menos eficiencia, pero puede causar problemas mecánicos con la tobera, y si el desprendimiento no es uniforme producir fuerza laterales. |
| El chorro se vuelven progresivamente más infraexpandido al ganar altura. Casi todos los motores cohete será un momento sumamente crecido en exceso durante el inicio de una atmósfera.         |                                                                                            | | |

Si la presión de salida es demasiado baja, entonces el chorro se puede separar de la tobera. Esto es a menudo inestable y el chorro causará generalmente grandes fuera del eje ejes, y puede dañar mecánicamente la tobera.
Esta separación generalmente se produce si la presión de salida cae por debajo de aproximadamente el 30-45% de la ambiental, pero puede ser retrasado a presiones mucho más bajas si la boquilla está diseñada para aumentar la presión en el borde, como se logra con la SSME (1-2 psi en psi ambiente 15).
Además, como el motor de cohete inicia o aceleradores, la presión de la cámara varía y esto genera diferentes niveles de eficiencia. A presiones de la cámara baja del motor es casi inevitablemente, va a ser extremadamente sobre-expandido.

## Forma óptima
La relación entre el área de la parte más estrecha de la boquilla a la zona de plano de salida es principalmente lo que determina la eficiencia en la expansión de los gases de escape se convierte en la velocidad lineal, la velocidad de escape y por lo tanto el empuje del motor del cohete, aunque las propiedades de los gases también tienen importancia.
La forma de la boquilla también modestamente afecta la eficiencia con la expansión de los gases de escape se convierte en un movimiento lineal. La forma más simple de la tobera es un cono de unos 12 grados de ángulo interior, con una eficiencia de aproximadamente el 97%. Ángulos más pequeños dan un rendimiento muy ligeramente superior, ángulos mayores dan una menor eficiencia.
Formas de revolución más complejas se utilizan con frecuencia, tales como la tobera acampanada o formas parabólicas. Esto da quizás eficiencia un 1% más alta que la tobera de cono, y es más corta y más ligera. Estas formas se utilizan ampliamente en los vehículos de lanzamiento y otros cohetes donde el peso es importante. Son, por supuesto, más difícil de fabricar, por lo general más costosas.
Hay también una forma teórico óptimo de la boquilla para la velocidad máxima de remoción, sin embargo, una forma de campana más corta se utiliza normalmente que da mejor rendimiento general debido a su peso mucho menor, menor longitud, menores pérdidas de arrastre, y la velocidad sólo muy ligeramente inferior de escape.
Otros aspectos de diseño afectan a la eficiencia de una tobera de cohete; la garganta de la boquilla debe tener un radio suave. El ángulo del estrechamiento de la garganta también tiene un efecto sobre la eficiencia global, pero este es pequeño. La salida de la boquilla debe ser tan agudo como sea posible para minimizar las posibilidades de problemas de separación del chorro a presiones bajas.

## Diseños avanzados
Se han propuesto varios diseños más sofisticados para la compensación de altitud y otros usos.
Las toberas con un límite atmosférico incluyen:
- tobera de expansión-deflexión[10]
- tobera con macho
- aerospike[10][11]
- SERN, tobera con un solo lado de expansión, una tobera de expansión lineal, donde las transferencias de presión de gas funcionan sólo en un lado y que se podría describir como una tobera aerospike con una única cara.

Cada uno de estos permite adaptarse al flujo supersónico a la presión ambiente por expansión o contracción, cambiando así la relación de salida de modo que está en (o cerca de) presión óptima de salida para la altitud correspondiente. Las toberas con macho y los aerospike son muy similares en cuanto que son diseños de flujo radial pero toberas con macho disponen de un cuerpo central sólido (a veces truncado) y las toberas aerospike tienen una base-bleed de gases de efecto para simular un cuerpo sólido centro de. ED toberas son radiales de flujo de salida toberas con el flujo desviado por un perno central.
Toberas con control de separación de flujo incluyen:
- tobera de expansión
- campana toberas con un inserto extraíble
- toberas escalonadas o de doble campana[12]

Estos son generalmente muy similares a las toberas de campana, pero incluyen una inserción o mecanismo por el cual puede tener la relación del área de salida mayor si la presión ambiental se reduce.
Toberas de modo dual incluyen:
- tobera de doble expansor
- tobera de doble garganta

Estos tienen dos gargantas o dos cámaras de empuje (con gargantas correspondientes). La garganta central es de un diseño estándar y está rodeado por una garganta anular que agota los gases procedentes de la misma (de doble garganta) o una cámara de empuje separada (doble expansor). Ambos gargantas sería, en cualquier caso, verter en una tobera de campana. A mayores altitudes donde la presión ambiente es inferior, la tobera central se apaga la reducción del área de la garganta y de este modo aumentar la relación de área de la tobera. Estos diseños requieren complejidad adicional, pero una ventaja de tener dos cámaras de empuje es que puede ser configurado para quemar diferentes propulsores o diferentes relaciones de mezcla de combustible. Del mismo modo, Aerojet también ha diseñado una tobera llamada "tobera de empuje aumentado" que inyecta combustible y comburente directamente en la sección de tobera para su combustión permitiendo emplear grandes relación de área de boquillas en un ambiente más en el interior de lo que sería sin aumento debido a los efectos de separación del flujo. Empleando propulsores múltiples (tales como el RP-1) se podría aumentar aún más el empuje.
Toberas de empuje vectorización por inyección de líquidos son otro diseño avanzado que permite el control de cabeceo y guiñada en las toberas fijas. El cohete hindú PSLV lograr el control deseado inyectando perclorato de estroncio a través de diversos puntos en la tobera. Y recibe el nombre de Secondary Injection Thrust Vector Control System (SITVC) o sistema de control de empuje vectorial por inyección secundaria. Algunos ICBM y boosters, como el Titan IIIC y Minuteman II, utilizan diseños similares.